# Tipula (Nobilotipula) fuiana
Tipula (Nobilotipula) fuiana is een tweevleugelige uit de familie langpootmuggen (Tipulidae). De soort komt voor in het Oriëntaals gebied.